# Vigilante (Band)
Vigilante ist eine japanische Progressive- und Power-Metal-Band aus Tokio, die 1988 gegründet wurde.

## Geschichte
Die Band wurde im Jahr 1988 von dem Gitarristen Hiroshi Omoto gegründet und wurde nach dem gleichnamigen Magnum-Song benannt. Nach den ersten Auftritten war es der Band möglich, den damaligen Manager von Gibson in Japan, Loyd Love, kennenzulernen. Die Mitglieder liehen sich Gitarren aus seinem Büro und nahmen innerhalb einer Woche das Demo Fatal Superstition auf. Danach änderte sich die Besetzung der Band mehrfach, ehe sich nach mehreren Monaten Pause eine neue feste Besetzung fand. Sie bestand nun neben den Gitarristen Hiroshi Omoto und Kazuaki Horie aus dem Sänger Hideaki Niwa, dem neuen Schlagzeuger Kazuhisa Yoshimura und dem neuen Bassisten Makoto Unno. 1997 hatte die Band ihr erstes großes Konzert in Tokio. Das Konzert war fast zwei Stunden lang und es wurden über 20 Eigenkompositionen gespielt. Danach begannen die Aufnahmen zum Debütalbum Chaos-Pilgrimage, das im April 1998 veröffentlicht wurde. Im September wurde die Gruppe zum Bang-Your-Head-Festival eingeladen. Zwar kam ein Auftritt letztlich nicht zustande, jedoch wurde die Gruppe auf der Bühne interviewt. Nachdem die Band aus Deutschland zurückgekehrt war, schloss sie einen Lizenzvertrag über fünf Alben bei Massacre Records ab. Hierüber wurde das Debütalbum im März 1999 europaweit wiederveröffentlicht. Im September schloss sich das zweite Album Edge of Time an, die Europa-Version folgte im November. Als Single folgte kurz darauf Thumbnail at You, Master. Nach der Albumveröffentlichung ging die Band weiter auf Tour, ehe im März 2002 Shu Yamaichi als neuer Schlagzeuger dazustieß. Im April unterschrieb die Gruppe einen Lizenzvertrag bei dem koreanischen Label Ponycanyon Korea, woraufhin über Biozone Music eine 2-CD-Version der ersten beiden Alben veröffentlicht wurde. Im August 2004 wurde mit Cosmic Intuition das nächste Album veröffentlicht. Es folgten weitere Touren, unter anderem auch ein Auftritt in Seoul mit Jeremy. Im Rahmen einer Promotour war die Band im Juli 2005 auf dem Bang Your Head zu sehen. Im Juli spielte die Band zusammen mit der australischen Band Dungeon und im September erneut mit Jeremy in Seoul. 2006 wurde der Schlagzeuger Yamaichi aufgrund musikalischer Differenzen durch Shunji Fujino ersetzt. Im Oktober 2008 schloss sich daraufhin das nächste Album IV an. Im Mai 2009 war Vigilante live auf dem Tomahawk Metal Fest in Hongkong zu sehen, auf dem sie sich mit der brasilianischen Gruppe Hibria anfreundete. 2009 begann die Band eine Serie von Metal-Events namens „Orgasm Metal“, wobei der Sänger Niwa hauptsächlich für die Organisation verantwortlich war. Bisher haben über 70 Bands an diesen Events teilgenommen. Im folgenden Jahr kam Omoto auf die Idee, altes Liedmaterial neu aufzunehmen, da er sich durch die Besetzungswechsel der vergangenen Jahre einen anderen Klang erhoffte. Im selben Jahr erschien daraufhin die EP Retrospective into Chaos Vol. 1. 2012 wurde die EP Of Insanity and Justice publiziert, deren limitierte Edition die Bonus-DVD Live at Orgasm Metal 2010–2012 beilag. Seit der Veröffentlichung von IV hatten sich die Mitglieder zudem nebenbei anderen Projekten gewidmet. 2017 begannen die Aufnahmen zum nächsten Album, das noch im selben Jahr unter dem Namen Terminus of Thoughts erschien.

## Stil
Laut Vigilantes Facebook-Präsenz wurde die Band anfangs durch Gruppe wie die Scorpions, Savage Grace und Running Wild beeinflusst. Später seien Bands wie Rush und Fates Warning hinzugekommen.
Martin Popoff schrieb in seinem Buch The Collector’s Guide of Heavy Metal Volume 3: The Nineties über Chaos-Pilgrimage, dass hierauf bombastischer Progressive Metal zu hören ist. Es handele sich um traditionellen groovenden Metal, der an Fates Warning erinnere. Boris Kaiser vom Rock Hard bezeichnete Chaos-Pilgrimage als Progressive Metal, ohne dabei „des öfteren in Bombast-Bereiche abzugleiten“ und erinnere dabei an frühe Fates Warning und Majesty und zog einen Vergleich zu Kingsbane aus Kanada. Ein Schwachpunkt sei der Gesang, der vor allem in den höheren Lagen nicht mehr zielsicher sei. Für Kaiser war Edge of Time „[e]hrlicher, kraftvoller, melodischer, epischer Power Metal“ und ordnete das Album zwischen Werken von Heir Apparent, Leatherwolf oder Vicious Rumors ein. Auch seien Gemeinsamkeiten zu Helloween, Black Sabbath und Tony MacAlpine feststellbar. Als negativ betrachtete er den „quiekieksigen“ Gesang und die nur selten eingängigen, wenn auch stilistisch abwechslungsreichen, Songs. Erfinderischer und inspirierter seien jedoch die Landsleute von Anthem gewesen. Im Interview mit Stefan Glas vom selben Magazin gab Hiroshi Omoto an, dass es sich bei Cosmic Intuition eher um klassischen Progressive Rock handelte.

## Diskografie
- 1994: The Classified Table (Demo, Selbstverlag)
- 1995: Fatal Superstition (Demo, Selbstverlag)
- 1995: Promo 1995 (Demo, Selbstverlag)
- 1998: Chaos-Pilgrimage (Album, Eternal Riddle Records)
- 1999: Thumbnail at You, Master (Single, Eternal Riddle Records)
- 1999: Edge of Time (Album, Eternal Riddle Records)
- 2002: Chaos-Pilgrimage / Edge of Time (Kompilation, Biozone Music)
- 2004: Cosmic Intuition (Album, Eternal Riddle Records)
- 2008: IV (Album, Soundholic Records)
- 2010: Retrospective into Chaos Vol. 1 (EP, Selbstverlag)
- 2010: Of Insanity and Justice (EP, Selbstverlag)
- 2017: Terminus of Thoughts (Album, Selbstverlag)